# Смешанная сборная Сербии по кёрлингу
Смешанная сборная Сербии по кёрлингу — смешанная национальная сборная команда (составленная из двух мужчин и двух женщин), представляет Сербию на международных соревнованиях по кёрлингу. Управляющей организацией выступает Национальная ассоциация кёрлинга Сербии (серб. Национални савез за карлинг Србиje, англ. National Curling Association of Serbia).

## Результаты выступлений

### Чемпионаты Европы
| Год       | Игры           | Победы         | Поражения      | Место          |
| --------- | -------------- | -------------- | -------------- | -------------- |
| 2005—2007 | не участвовали | не участвовали | не участвовали | не участвовали |
| 2008      | 7              | 0              | 7              | 23             |
| 2009      | 7              | 0              | 7              | 24             |
| 2010      | 7              | 0              | 7              | 22             |
| 2011      | 7              | 0              | 7              | 25             |
| 2012—2014 | не участвовали | не участвовали | не участвовали | не участвовали |

(данные отсюда:)